# Susana Gonçalves
Susana Maria Vieira Gonçalves (Buenos Aires, 18 de março de 1947) é uma atriz brasileira nascida na Argentina.

## Biografia
Irmã de Susana Vieira (a quem emprestou o prenome), Susana preferiu o caminho inverso: fazer carreira no cinema, tendo trabalhado com cineastas importantes, como Joaquim Pedro de Andrade e Luís Sérgio Person — com quem trabalhou logo na estréia, em Cassy Jones, o Magnífico Sedutor. Nesse ano (1972), estrelou ainda mais três filmes, tornando-se reconhecida no cinema brasileiro.
Em dezembro de 1975 posou nua para a revista Homem.
Na televisão, atuou na Rede Tupi e na Rede Globo, estrelando ao todo nove telenovelas.
Na melhor fase da carreira, no entanto, tornou-se fazendeira e empresária em Rondônia. Só voltaria às telas no final da década de 1980, com Fronteiras das Almas. Nos anos 90, faria ainda duas telenovelas e um longa-metragem (Eu Não Conhecia Tururú, de Florinda Bolkan).
Em 2006 fez uma pequena participação na telenovela Páginas da Vida, da Globo.

## Filmografia

### Cinema
| Ano  | Título                           | Personagem |
| ---- | -------------------------------- | ---------- |
| 1970 | Geração em Fuga                  | Suzana     |
| 1972 | Os Inconfidentes                 | Marília    |
| 1972 | Cassy Jones, o Magnífico Sedutor | Gigi       |
| 1972 | Roleta Russa                     | Sheila     |
| 1975 | Cada Um Dá o que Tem             | Rosana     |
| 1975 | O Predileto                      | Coló       |
| 1987 | Fronteira das Almas              | Dalvina    |
| 2000 | Eu Não Conhecia Tururú           | Carmen     |
| 2019 | Rodantes                         | Senhora    |

### Televisão
| Ano  | Título                 | Personagem         | Notas                   |
| ---- | ---------------------- | ------------------ | ----------------------- |
| 1970 | Tilim                  | Clô                |                         |
| 1971 | Minha Doce Namorada    | Lúcia              |                         |
| 1972 | Meu Primeiro Baile     | Maria José         |                         |
| 1972 | O Primeiro Amor        | Babi               |                         |
| 1972 | O Príncipe e o Mendigo | Princesa Elizabeth |                         |
| 1973 | O Semideus             | Norminha           |                         |
| 1973 | Cavalo de Aço          | Bisteca            |                         |
| 1974 | Ídolo de Pano          | Flávia             |                         |
| 1974 | Supermanoela           | Regina             |                         |
| 1975 | O Sheik de Ipanema     | Lalá               |                         |
| 1993 | Você Decide            | Laura              | Episódio: "O Juramento" |
| 1997 | O Amor Está no Ar      | Emília             |                         |
| 1998 | Pecado Capital         | Juíza              |                         |
| 1998 | Hilda Furacão          | Yara Tupinambá     |                         |
| 2006 | Páginas da vida        | Dirce              |                         |

### Teatro
- 1975 - A Teoria na Prática é Outra